# Suracarta tricolor
Suracarta tricolor is een halfvleugelig insect uit de familie schuimcicaden (Cercopidae). De wetenschappelijke naam van deze soort is voor het eerst geldig gepubliceerd in 1825 door Amédée Louis Michel le Peletier, comte de Saint-Fargeau en Serville.